# I Bet You Think About Me
Singles de Taylor Swift
Love Story (Taylor's Version)
(2021) Message in a Bottle (Taylor's Version)
(2021)
I Bet You Think About Me est une chanson de l'auteure-compositrice-interprète américaine Taylor Swift en duo avec Chris Stapleton. Swift écrit la chanson avec Lori McKenna en juin 2011 et la produit avec Aaron Dessner pour son deuxième album réenregistré, Red (Taylor's Version). Republic Records et MCA Nashville envoient la chanson à la radio country américaine le 15 novembre 2021, en tant que single de l'album.
I Bet You Think About Me est une ballade country et pop folk avec une production dirigée par l'harmonica. Il contient des paroles ironiques qui décrivent le style de vie « haut en couleur » d'un ancien amant. Les critiques louent la chanson pour sa production, l'écriture de Swift et l'apparence de Stapleton. Elle atteint la 22e place du Billboard Global 200 et entre dans les charts en Australie, au Canada et aux États-Unis.
Un clip vidéo de la chanson est également diffusé sur YouTube le 15 novembre. Mettant en vedette Swift et Miles Teller, la vidéo est écrite par Swift et l'actrice américaine Blake Lively, réalisée par Lively lors de ses débuts en tant que réalisatrice et coproduite par Austin Swift. Le clip est nommé pour la vidéo de l'année aux 57e Academy of Country Music Awards et aux 56e Annual Country Music Association Awards, marquant la première nomination de Lively pour les prix de l'industrie musicale. La chanson est également nommée pour le prix de la meilleure chanson country aux 65e Grammy Awards (2023).

## Contexte et sortie
L'auteure-compositrice-interprète américaine Taylor Swift écrit I Bet You Think About Me au Gillette Stadium de Foxborough, Massachusetts, lors de sa tournée mondiale Speak Now (2011-2012), pour son album studio suivant. Elle contacte ensuite la musicienne américaine Lori McKenna, par l'intermédiaire de leur amie commune Liz Rose, pour demander à McKenna de rejoindre la chanson en tant que co-autrice. Swift sort son quatrième album studio, Red, le 22 octobre 2012, via Big Machine Records, mais I Bet You Think About Me ne fait pas partie de la liste des chansons. L'album, cependant, est un succès critique, se classant à la 99e à la version 2020 de la liste des 500 plus grands albums de tous les temps de Rolling Stone. En juin 2021, il s'est vendu à plus de quatre millions d'exemplaires purs aux États-Unis.
En 2019, Swift signe avec Republic Records après l'expiration de son contrat avec Big Machine en 2018 ; son contrat avec le label lui accorde les droits sur les masters de sa musique. Big Machine, ainsi que les masters des six premiers albums studio de Swift, sont acquis par l'homme d'affaires Scooter Braun par l'intermédiaire de sa holding Ithaca Holdings. Swift commence à réenregistrer ses albums de chez Big Machine en novembre 2020, afin de posséder ses enregistrements principaux, ; dans le même temps, Ithaca vend les droits des enregistrements Big Machine de Taylor Swift à Shamrock Holdings pour 300 millions de dollars. Le premier album réenregistré, Fearless (Taylor's Version), le réenregistrement de son album de 2008, sort le 9 avril 2021. Elle sort son deuxième album réenregistré, Red (Taylor's Version), le réenregistrement de Red, le 12 novembre 2021. En plus des morceaux originaux de Red, Red (Taylor's Version) contient neuf morceaux "from the Vault" inédits qui étaient destinés à l'album de 2012 mais n'ont pas été retenus ; I Bet You Think About Me est l'un d'eux. Le 30 avril 2023, Swift interprète I Bet You Think About Me comme "chanson surprise" au stade Mercedes-Benz d'Atlanta, dans le cadre de sa sixième tournée, The Eras Tour (2023-2024).

## Paroles et production
Lors de la tournée mondiale Speak Now, à Foxborough, Massachusetts, Swift écrit I Bet You Think About Me chez Lori McKenna en juin 2011. Elle déclare : « Nous voulions que cette chanson soit comme une comédie, ironique, drôle, sans se soucier de ce que les autres pensent de vous, une sorte de chanson de rupture », et explique qu'elle et McKenna voulaient écrire une chanson à boire. La version 2021 de I Bet You Think About Me est enregistrée dans les studios de Belfast et de New York, et l'orchestre du London Contemporary Orchestra est enregistré au studio EBC de Londres. La voix de Chris Stapleton est enregistrée au Sputnik Sound Studio à Nashville. Le morceau est produit par Swift et Aaron Dessner, mixé et conçu par Dessner et Jonathan Low avec l'aide de Josh Kaufman, aux studios Dessner's Long Pond à New York.
I Bet You Think About Me est une ballade country qui incorpore des éléments pop supplémentaires, typiques de la discographie de Swift dans l'album original Red. Décrit comme pop folk par Taste of Country, la chanson est un morceau piloté par l'harmonica avec des voix vibrantes et des harmonies vocales de fond de l'artiste vedette Chris Stapleton. Dans les paroles, Swift fait plusieurs « coups effrontés » envers son ex-amant et son style de vie. L'ex-amant en question a « fait en sorte que [Swift] se sente inférieure » à son égard ; elle ne parvient pas à s'intégrer dans ses « cercles supérieurs », et il lui dit un jour que lui et Swift étaient « trop différents ». Racontant les différences entre l'enfance des deux anciens partenaires, elle se décrit comme une fille « élevée dans une ferme » et l'ex-amant comme quelqu'un née avec une « cuillère en argent dans la bouche » né dans une « résidence fermée ». À la fin de la chanson, Swift fait également référence aux « chaussures bio » et au « canapé à un million de dollars » de son ex-amant.

## Réception critique
I Bet You Think About Me reçoit de nombreux éloges de la part des critiques qui apprécie la place de Stapleton dans la chanson. Le journaliste de Variety Chris Willman attribue à I Bet You Think About Me une note de cinq sur cinq. Bien qu'il considère l'apparition de Stapleton comme trop courte, il loue le morceau pour sa production country plus tapageuse par rapport à ce que « Swift faisait à l'époque » et ses paroles en lame de couteau. Jessica Nicholson de Billboard complimente la « voix brunie et bluesy » de Stapleton qui, avec la prestation de Swift, donne naissance à une chanson « bien conçue ». Dans USA Today, Melissa Ruggieri écrit que bien que « la voix aux teintes de whisky de Stapleton soit le beau papier de verre de la voix élégante de Swift - on se rappelle de la chanson pour certaines des paroles les plus sarcastiques de Swift. ».

## Performances commerciales
Après la sortie de Red (Taylor's Version), I Bet You Think About Me fait ses débuts à la 22e place du classement américain Billboard Hot 100 du 27 novembre 2021. Selon MusicRow, il s'agit de la chanson la plus ajoutée à la radio country au cours de sa première semaine de sortie. Le single culmine à la 23e du classement Country Airplay et à la 3e place du classement Hot Country Songs. Au Canada, I Bet You Think About Me atteint la 17e place du Canadian Hot 100 et la 34e place du classement Canada Country. La chanson culmine à la 22e place du Billboard Global 200, à la 43e place de l'ARIA Singles Chart en Australie et à la 75e place du UK Streaming Chart au Royaume-Uni[réf. souhaitée].

## Clip musical
Un clip vidéo de I Bet You Think About Me est publié sur la plateforme de partage de vidéos YouTube le 15 novembre 2021. Swift et l'actrice américaine Blake Lively écrivent le déroulement de celle-ci, et cette dernière la réalise lors de ses débuts en tant que réalisatrice. Stapleton n'apparaît pas dans la vidéo.
La vidéo documente un mariage, avec les mariés joués par l'acteur Miles Teller et son épouse Keleigh Sperry Teller. Swift joue une ex-petite amie qui s'immisce dans le mariage. Le coproducteur Aaron Dessner fait une apparition en tant que membre du groupe jouant au mariage, tandis que le frère de Swift, l'acteur Austin Swift, est crédité en tant que producteur du clip. La vidéo de six minutes commence avec Teller, lors de sa fête de mariage, ayant des flashbacks sur sa relation ratée avec Swift. Lors de la cérémonie de mariage, Swift renverse la figurine du marié sur le gâteau, boit du vin après avoir porté un toast et se moque des enfants invités. La vidéo contient des références à d'autres vidéoclips de Swift et All Too Well: The Short Film, ainsi que de multiples références aux histoires de Lewis Carroll dans Les Aventures d'Alice au pays des merveilles et De l'autre côté du miroir. Swift est interrogée sur les easter egg avant la sortie, citant Carroll en réponse,. Les robes rouges et blanches portées par Swift sont conçues par Nicole + Felicia Couture.

## Distinctions
En 2022, le clip vidéo de I Bet You Think About Me est nommé pour la vidéo de l'année aux 57e Academy of Country Music Awards, et aux 56e Annual Country Music Association Awards. Lors de la 65e cérémonie des Grammy Awards (2023), la chanson reçoit une nomination pour le prix de la meilleure chanson country.

## Personnel
Crédits adaptés des notes d'accompagnement de l'album Red (Taylor's Version)
Production
 
- Taylor Swift – chant principale, auteure-compositrice, productrice
- Lori McKenna – auteure-compositrice
- Chris Stapleton – chant
- Aaron Dessner – producteur, ingénieur du son
- Michael Fahey – assistant enregistrement vocal
- Josh Kaufman – ingénieur vocal additionnel
- Jonathan Low – ingénieur du son, mixeur
- Jeremy Murphy – enregistrement des cordes
- Vance Powell – enregistrement vocal
- Christopher Rowe – enregistrement vocal

Musiciens
 
- Robert Ames – chef d'orchestre
- Bryce Dessner – orchestrateur
- London Contemporary Orchestra – orchestre
- Aaron Dessner – guitare acoustique, basse, piano
- Josh Kaufman – guitare électrique, harmonica, lap steel guitar
- Zara Benyounes – premier violon
- Galya Bisengalieva – premier violon
- Antonia Kesel – premier violon
- Natalie Kouda – premier violon
- Anna Ovsyanikova – premier violon
- Charlotte Reid – premier violon
- Dave Brown – contrebasse
- Anna de Bruin – second violon
- Guy Button – second violon
- Charis Jenson – second violon
- Nicole Crespo O'Donoghue – second violon
- Nicole Stokes – second violon
- Eloisa-Fleur Thom – second violon
- Stephanie Edmudson – alto
- Clifton Harrison – alto
- Matthew Kettle – alto
- Zoe Matthews – alto
- Jonny Byers – violoncelle
- Oliver Coates – violoncelle
- Max Ruisi – violoncelle
- James Krivchenia – batterie, percussions

## Classements
| Classement (2021–2022)           | Meilleure position |
| -------------------------------- | ------------------ |
| Australie (ARIA)                 | 43                 |
| Canada (Hot 100)                 | 17                 |
| Royaume-Uni (UK Streaming Chart) | 75                 |
| États-Unis (Hot 100)             | 22                 |
| États-Unis (Country Songs)       | 3                  |

| Classement (2022)                | Position |
| -------------------------------- | -------- |
| US Hot Country Songs (Billboard) | 69       |

## Historique des versions
| Région     | Date             | Format        | Label(s)                 | Ref.   |
| ---------- | ---------------- | ------------- | ------------------------ | ------ |
| États-Unis | 15 novembre 2021 | Radio country | Republic / MCA Nashville | [ 50 ] |